# Phobetes chrysostomus
Phobetes chrysostomus är en stekelart som först beskrevs av Johann Ludwig Christian Gravenhorst 1820.  Phobetes chrysostomus ingår i släktet Phobetes och familjen brokparasitsteklar. Arten är reproducerande i Sverige. Inga underarter finns listade i Catalogue of Life.